# Johannes Hattinga Verschure

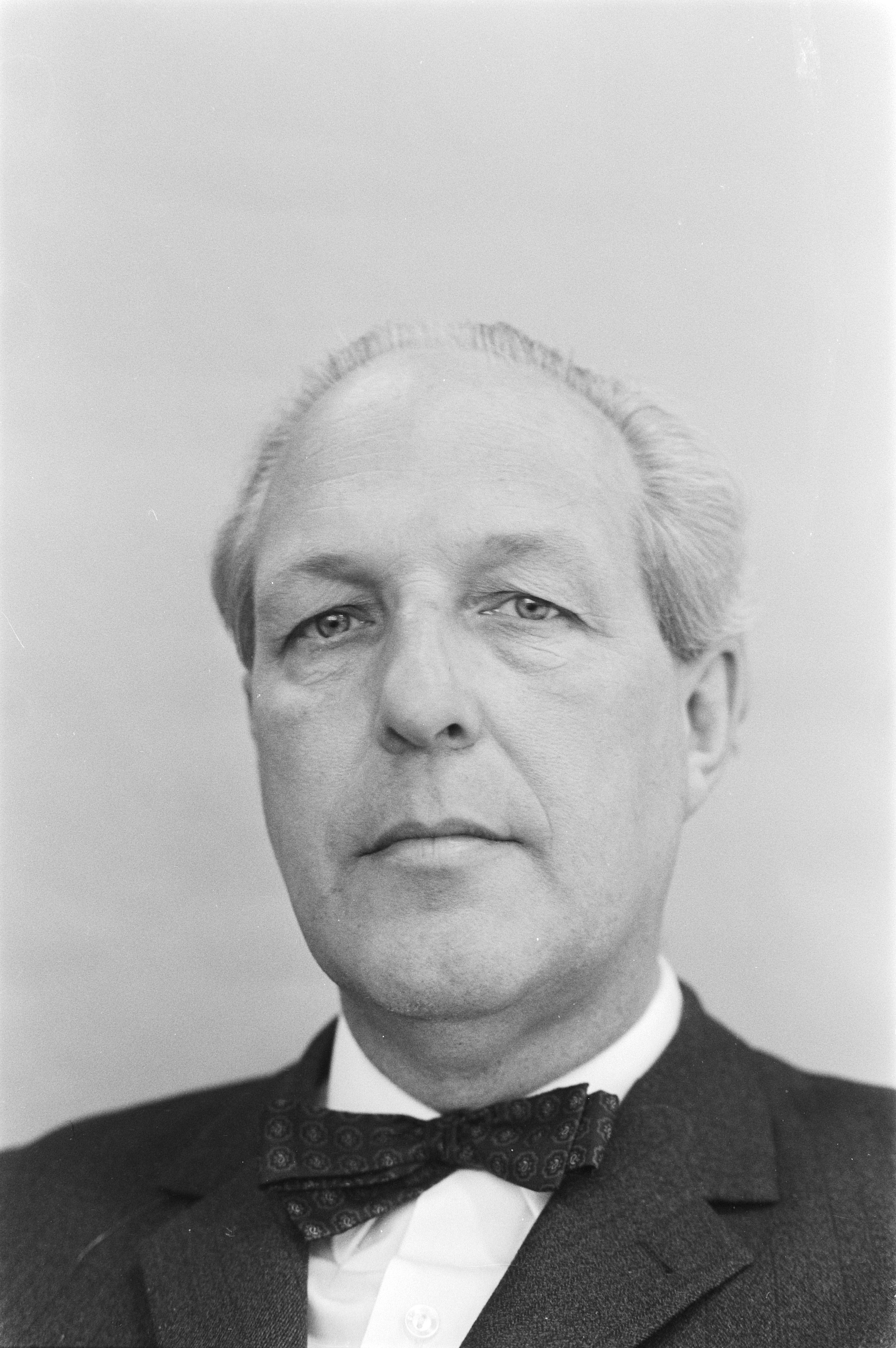
Johannes Hattinga Verschure in 1971

Johannes Christiaan Mari Dymphna ('Joop') Hattinga Verschure (Breda, 17 februari 1914 - 17 maart 2006) was een Nederlands medicus en scheikundige. Hij introduceerde in 1972 het begrip mantelzorg.
Hattinga Verschure studeerde zowel chemie als geneeskunde. Daarna werkte hij als internist en later als hoofd van het klinisch laboratorium in Utrecht. Verder was hij medisch directeur van het Lucas Andreas Ziekenhuis en het OLVG (Amsterdam) en een korte tijd medisch directeur van het Academisch Ziekenhuis Utrecht. Ook was hij hoogleraar ziekenhuiswetenschappen van de Medische Faculteit Utrecht. Tijdens dit werk verdiepte hij zich in de vraag wat het wezen van zorg precies is. Volgens Hattinga Verschure is de zorg van de ene mens voor de andere, naast professionele zorg, erg belangrijk. Hij noemt dit mantelzorg: zorg die mensen verwarmt omdat ze elkaar er ‘als een mantel mee omgeven’. 
Volgens Hattinga Verschure is mantelzorg alle zorg die genoten in een klein sociaal netwerk aan elkaar gegeven op basis van vanzelfsprekendheid en bereidheid tot wederkerigheid (1987). Kenmerkend aan mantelzorg is dat de lijnen tussen de betrokkenen kort zijn en dat een individu zowel zorgverlener als zorgontvanger kan zijn.
In de Wet maatschappelijke ondersteuning (Wmo) die in 2007 werd geïntroduceerd, zijn de ideeën van Hattinga Verschure terug te vinden.
Hattinga Verschure had een aantal aanbevelingen om zelfzorg te ondersteunen: 
- Versterk zelfzorg door te investeren in motivatie, gewoonten, informatievaardigheden van mensen
- Versterk mantelzorg door niet alleen te kijken naar de omvang van iemands netwerk, maar ook naar de competentie ervan
- Breng professionele zorg terug in de juiste proporties, maak zorginstellingen kleinschaliger en investeer eerder in thuiszorg om zelfzorg en mantelzorg te ondersteunen, dan in nog meer intramurale instellingen.

In 2002 ontving Hattinga Verschure de Kolff-prijs voor zijn werk.